# 2157 Ashbrook
2157 Ashbrook este un asteroid din centura principală, descoperit pe 7 martie 1924 de Karl Reinmuth.